# ولفهارت سیمرمان
 ولفهارت سیمرمان (انگلیسی: Wolfhart Zimmermann؛ زاده ۱۷ فوریهٔ ۱۹۲۸) یک فیزیک‌دان اهل آلمان است.